# Паничарево
Паничаре́во (болг. Паничарево) — село в Кюстендильській області Болгарії. Входить до складу общини Бобов-Дол.

## Населення
За даними перепису населення 2011 року у селі проживала 71 особа, усі — болгари.
Розподіл населення за віком у 2011 році:
Динаміка населення: